# Megalopool (geografie)

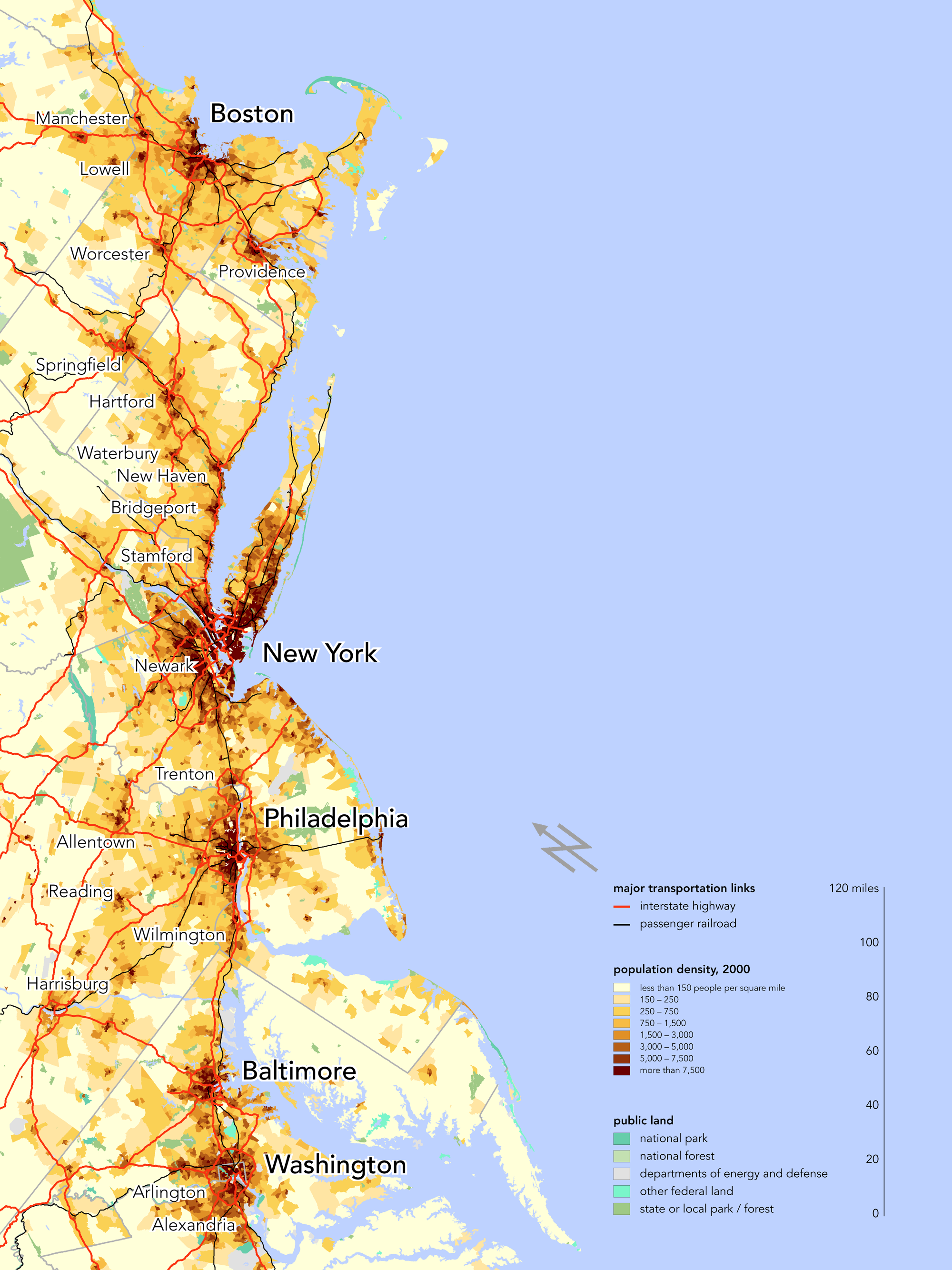
BosWash, USA

Een megalopool of megalopolis is een uitgebreid gebied die meerdere zeer grote steden of metropolen, op geringe afstand van elkaar, omvat. De term "Megalopolis" komt uit het Grieks en betekent letterlijk "Grote Stad". In Griekenland ligt een stad met de naam Megalopolis, die in de 4e eeuw voor Christus is gesticht.
De term werd voor het eerst gebruikt in de Verenigde Staten door Jean Gottmann in 1957 voor het sterk verstedelijkte gebied aan de Amerikaanse Oostkust dat loopt van Boston, New York, Philadelphia en Baltimore tot aan Washington. Dit gebied kreeg de naam BosWash. Dit gebied heeft nu 56 miljoen inwoners.
De term werd vervolgens ook gebruikt voor vergelijkbare gebieden in Noord-Amerika zoals het gebied van Pittsburgh tot Chicago (ChiPitts of Great Lakes Megalopolis) het gebied van Quebec tot Windsor (Quebec City-Windsor Corridor) en het gebied rond Los Angeles, San Diego en de Mexicaanse steden Tijuana en Mexicali (Bajalta California).
Sinds de jaren 1990 worden ook dergelijke stedelijke structuren in andere delen van de wereld megalopolis genoemd.
Bij de ontwikkeling van een megalopolis speelt vaak de aanwezigheid van goede transportmogelijkheden een rol, bijvoorbeeld door middel van spoorwegen, bevaarbare rivieren of kanalen of kustvaart. Dit kan ook de langgerekte vorm van sommige megalopolissen verklaren.
In West-Europa kan men de Blauwe Banaan als een megalopolis beschouwen. De Blauwe Banaan omvat de stedelijke gebieden van Liverpool-Manchester, West Midlands, Londen, de Randstad, de Brabantse Stedenrij, de Eurometropool Lille, de Vlaamse Ruit, Rijn-Ruhrgebied, Frankfurt en het Rijn-Maingebied, het Trinational Eurodistrict van Bazel , Zürich, Milaan en Turijn en heeft een inwonertal van circa 90 miljoen. In de Blauwe Banaan liggen de steden beduidend verder van elkaar dan in andere megalopolen. Ook worden de steden gescheiden door de Noordzee en de Alpen.

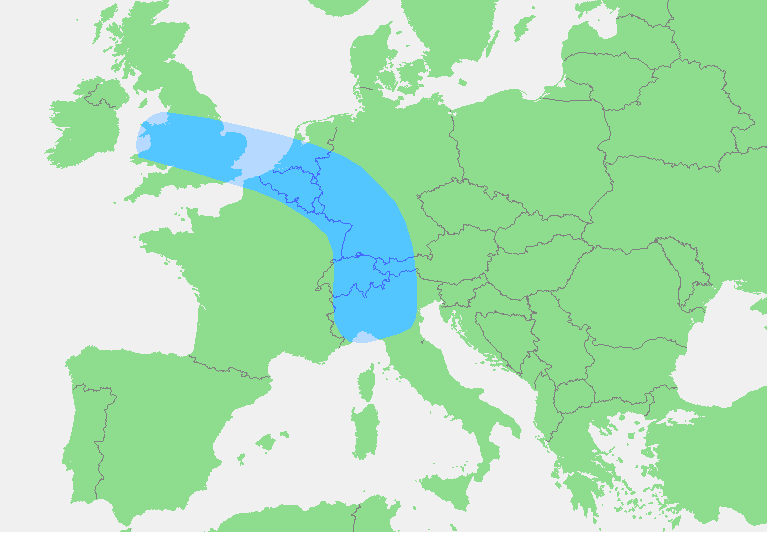
De Blauwe Banaan

De stedenrij Abidjan-Accra-Lomé-Cotonou-Lagos is een megapolis aan de Afrikaanse westkust met 45 miljoen inwoners.
De Rio de Janeiro-São Paulo-Campinas megalopolis in Brazilië heeft 50 miljoen inwoners.
In de zeer dichtbevolkte provincie West-Java in Indonesië, vormen de metropolen Jakarta en Bandung een megalopolis van 50 miljoen inwoners.
in het noord-oosten van de Pakistaanse provincie Punjab vormen de steden Lahore, Faisalabad en Gujranwala een megapolis van 60 miljoen inwoners.
In Japan ligt de Taiheiyo Belt, wat Pacifische gordel betekent. De grootstedelijke gebieden van o.a. Tokio, Osaka, Nagoya en Fukuoka vormen een megalopolis met ongeveer 83 miljoen inwoners.

Taiheiyo Belt, Japan

In zuid China ligt de Parelrivierdelta, de miljoenensteden Guangzhou (Kanton), Shenzhen, Dongguan, Foshan en Hongkong vormen een stedelijk gebied van 86 miljoen inwoners. Hier zijn de steden inmiddels aan elkaar vastgegroeid, waardoor het door diverse bronnen en instanties niet meer wordt beschouwd als een megalopolis, maar als 1 gigantische metropool en de grootste metropool ter wereld.

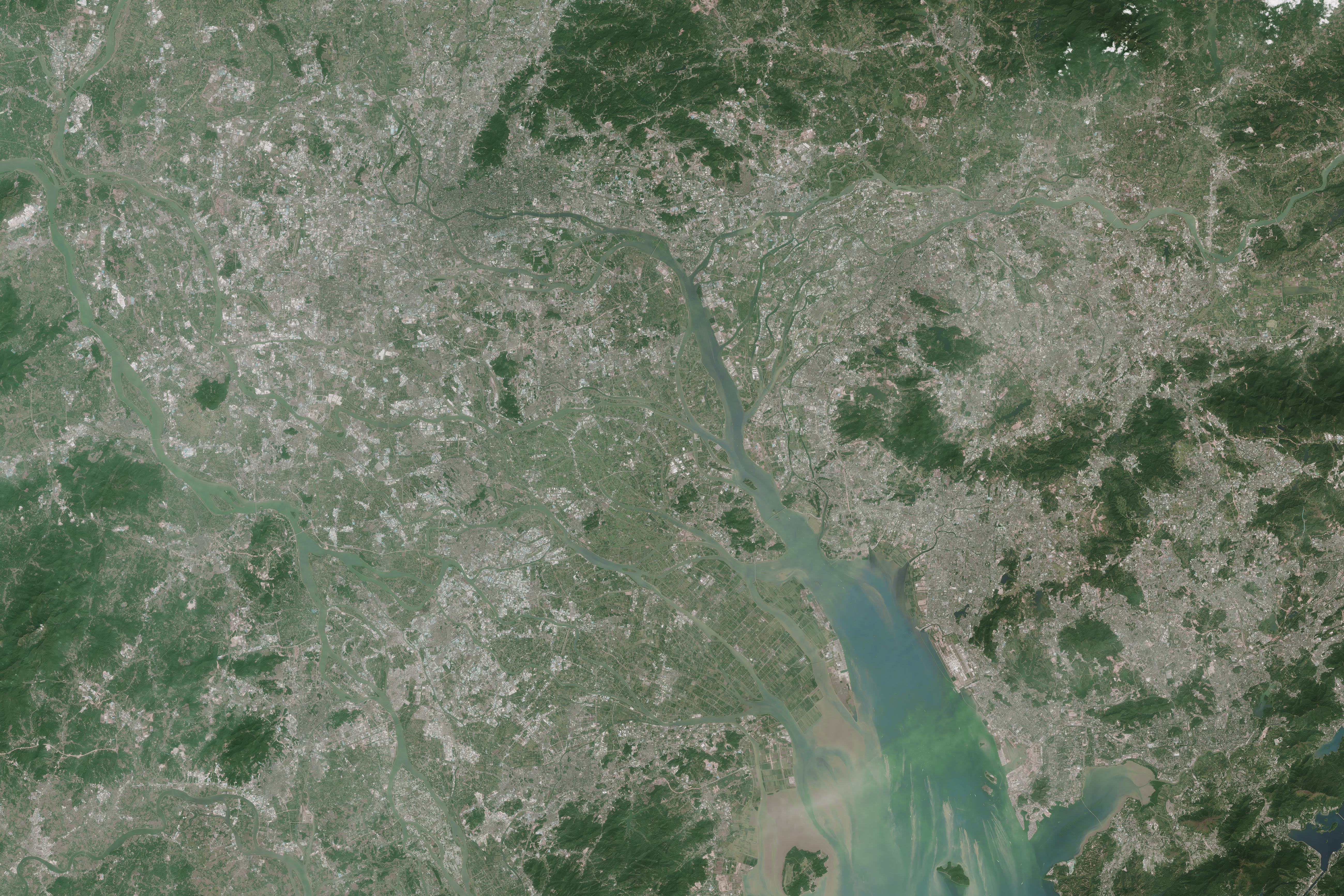
Parelrivierdelta, China

In oost China ligt de Yangtze Delta Regio. Deze tevens economische zone, bevat o.a. de metropolen Shanghai, Hangzhou, Nanjing en Hefei. Met 235 miljoen inwoners wordt dit gezien als de grootste megalopolis ter wereld.

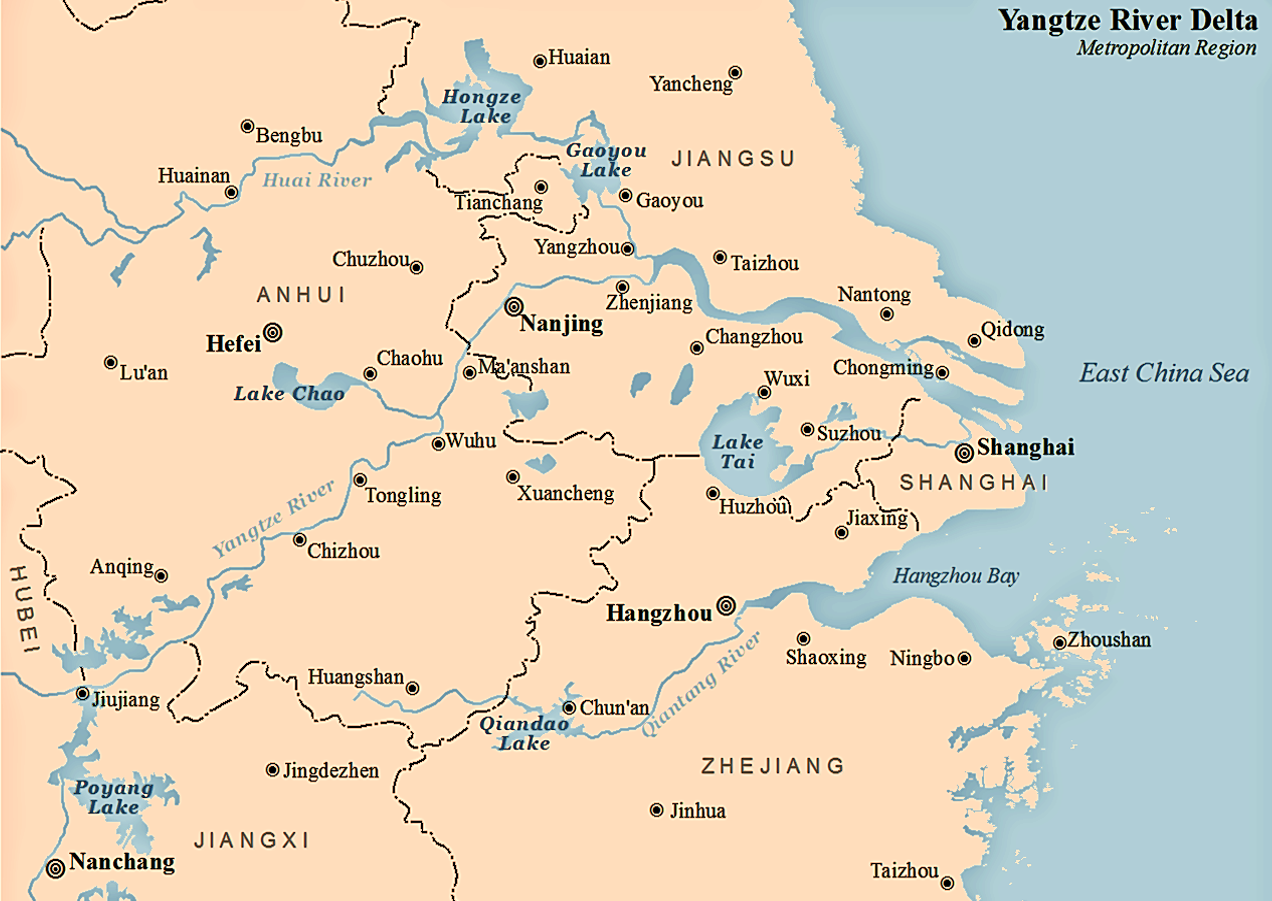
Yangtze Delta Regio, China

Een niet officiële megalopolis, maar wel waard te vermelden, is die van de Ganges-riviervallei. Deze begint bij Islamabad, gaat dan naar Lahore (beide Pakistan), Delhi en Calcutta (beide India), en gaat daarna door de verschillende steden en dorpen van Bangladesh. Bij elkaar heeft deze megalopolis bijna een miljard inwoners (ruim 900 miljoen). Daarmee zou het de grootste megalopolis op aarde zijn. Echter, deze megalopolis is zeer moeilijk vast te stellen, en er is totaal geen duidelijkheid waar de grenzen beginnen, en waar ze eindigen.